# فليمنيغ روز
فليمنيغ روز (بالدنماركية: Flemming Rose)‏ هو مترجم وصحفي دنماركي، ولد في 11 مارس 1958.